# St. Martin (Schoppendorf)

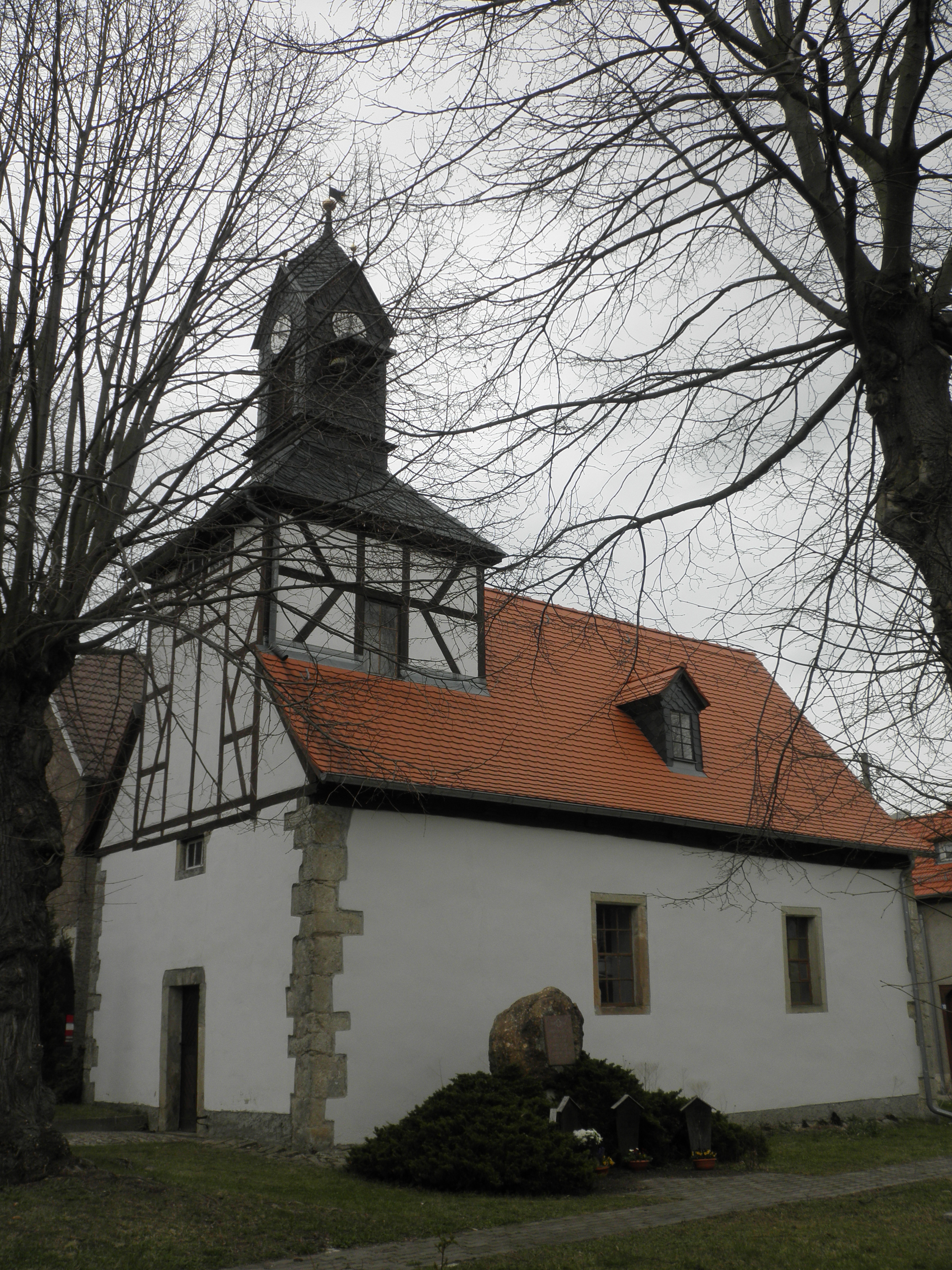
Die Kirche

Die evangelische Dorfkirche St. Martin steht im Ortsteil Schoppendorf der Stadt Bad Berka im Landkreis Weimarer Land in Thüringen. Die Kirchengemeinde Schoppendorf gehört zum Kirchengemeindeverband Buchfart-Legefeld im Kirchenkreis Weimar der Evangelischen Kirche in Mitteldeutschland.

## Lage
Die Kirche befindet sich zentral im kleinen Rundlingsdorf.

## Geschichte

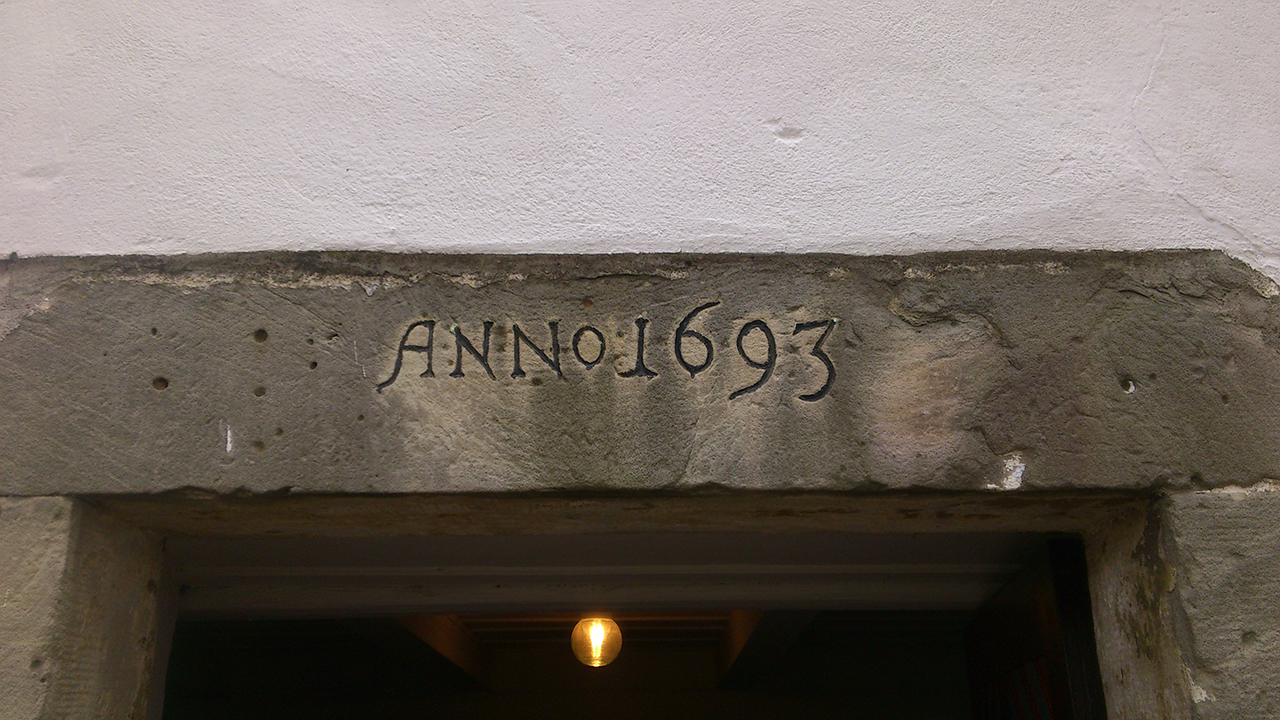
Jahreszahl 1693 auf dem Türsturz

Das Gotteshaus wurde im 14. Jahrhundert erstmals urkundlich erwähnt. Die im Dreißigjährigen Krieg zerstörte Kirche bauten die Bewohner des Ortes bis 1693 wieder auf.
Der Grundriss des Gotteshauses ist rechteckig. Über dem westlichen Portal steht der Kirchturm als Dachreiter mit der Jahreszahl 1881/82. Innen in der kleinen Kirche befinden sich zweigeschossige Emporen und ein Kanzelaltar.
Im Turm hängt eine durch die Firma Franz Schilling (Apolda) gegossene Bronzeglocken aus 1881. Sie trägt die Aufschrift "Concordia".

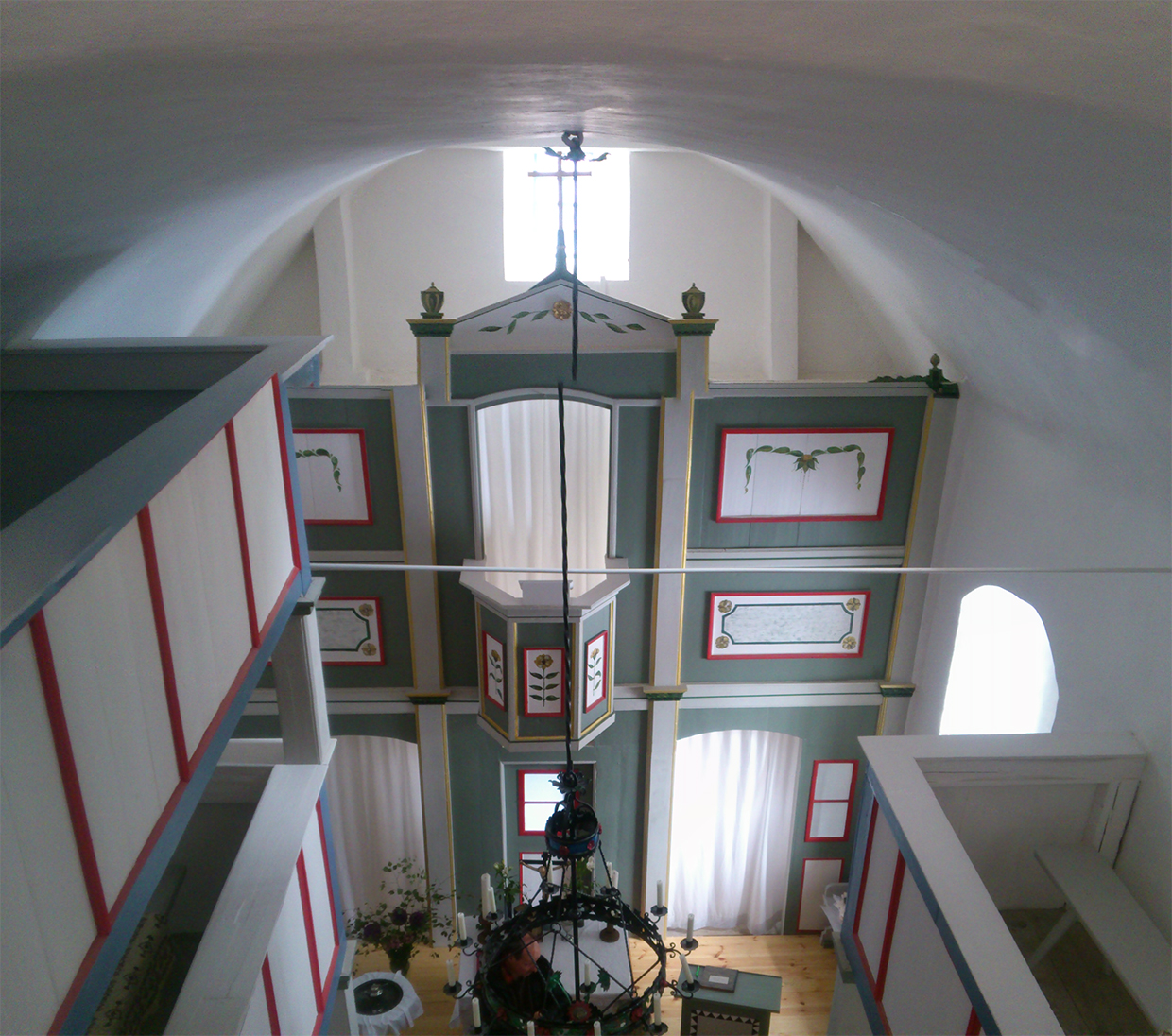
Neu gestalteter Innenraum der Kirche am Tag der Kirchweihe 21. Juni 2015

2006 wurde das Dach saniert, 2011–2013 das Fundament erneuert und in der ersten Hälfte des Jahres 2015 der Innenraum saniert, wobei die Farbgebung durch die in Weimar lebende Künstlerin Erdmute Neubert vorgegeben wurde. Dabei wurden u. a. die Bestuhlung durch Kirchenbänke ersetzt, die von einer Kirche in Neustadt am Rennsteig gespendet worden waren. Am 21. Juni 2015 fand die Wiedereinweihung in einem Festgottesdienst, gehalten durch Superintendent Henrich Herbst (Weimar) und den Ortspfarrer Joachim Neubert (Buchfart) im Beisein des Ortsbürgermeisters Siegfried Fürst und des Bürgermeisters der Stadt Bad Berka, Dr. Volker Schaedel statt.